# Kennedy Igboananike
Kennedy Igboananike, oftast kallad Kennedy, född 26 februari 1989 i Nigeria, är en nigeriansk-svensk fotbollsspelare (anfallare) som spelar för Eskilstuna FC. Kennedy Igboananike är svensk medborgare sedan den 27 mars 2014.

## Karriär
Igboananike anslöt till Djurgårdens IF:s tipselitlag den 17 april 2007 som 17-åring. Han började matchas i A-truppen under säsongen 2007 och debuterade som inhoppare i matchen mot Hammarby IF den 19 juni 2007 på Råsunda fotbollsstadion (förlust med 0-2). Han lämnade klubben efter säsongen och efter provspel med bland annat Brage anslöt han till Djurgårdens dåvarande samarbetsklubb Vasalund..
Han var en starkt bidragande orsak till att klubben kunde ta sig upp från Division 1 Norra till Superettan under säsongen 2008 tack vare de 18 målen som han blev seriens skyttekung med.
Under säsongen 2009 med Vasalund i Superettan var Igboananike ordinarie spelare i laget och fortsatte att göra många mål. Efter 28 av 30 omgångar av Superettan 2009 låg Igboananike sjua i seriens skytteliga med 12 mål, vilket var sju mål ifrån ledarduon Marcus Ekenberg (i Mjällby AIF) och Mattias Adelstam (i Ängelholms FF).
Den 15 december 2009 värvades han åter till Djurgårdens IF. Han gjorde mål redan i första allsvenska matchen i DIF-comebacken. Hans första sex allsvenska mål gjordes mot Häcken, Mjällby, Helsingborg, IFK Göteborg, Malmö FF och AIK. I den svängiga 4–4-matchen mot Elfsborg på Stadion den 24 oktober 2010 gjorde Igboananike för första gången två mål i en och samma allsvenska match.
Under den allsvenska säsongen 2011 stod Igboananike på 2 mål – bägge på straff – efter drygt 20 matcher. Den första var mot GAIS på Gamla Ullevi, och den andra mot Halmstad hemma på Stadion. Efter inget spelmål under så lång tid blev Igboananike kritiserad för detta i media. Men i Djurgårdens 23:e match för säsongen – hemma mot Trelleborgs FF på Stadion – svarade han för sitt första hattrick (dessutom ett äkta sådant) i Djurgården och gick därmed upp till totalt 6 allsvenska mål.
I november 2012 meddelade Djurgården att man inte förlängde med Kennedy och strax därefter meddelade lokalkonkurrenten AIK att Kennedy skrivit på ett 3-årskontrakt.
Igboananike fick tröjnummer 21 då nummer 7 tillhörde Helgi Danielsson. Kennedys första mål i AIK-tröjan kom i hans femte match för klubben mot Gefle IF. Han följde upp det med att göra mål även i de tre efterföljande matcherna (Halmstad, IFK Göteborg och Kalmar), där framför allt målet mot Halmstad blev en stor "snackis".
Kennedy har upprepade gånger uttryckt att han fått tillbaka glädjen i samband med flytten till AIK, och att han känner att han får det förtroende som han aldrig fick av förra tränaren Magnus Pehrsson, där en infekterad kontraktsstrid till slut ledde till att Djurgården dömdes av Svenska Fotbollförbundets skiljenämnd för kontraktsbrott.
I december 2014 värvades han av amerikanska Chicago Fire. I februari 2017 värvades Igboananike av grekiska Veria. Men bara efter ett par veckor bröts kontraktet och Igboananike skrev den 6 mars 2017 på ett tvåårskontrakt med Örebro SK, Igboananike tilldelades nummer 77.
Den 9 januari 2019 värvades Igboananike av saudiska Al-Hazm, där han skrev på ett 1,5-årskontrakt.
Den 17 januari 2020 värvades Igboanaike av allsvenska IK Sirius, där han skrev på ett tvåårskontrakt. I mars 2021 värvades Igboanaike av IFK Mariehamn, där han skrev på ett ettårskontrakt. Den 14 mars 2022 gick Igboananike på fri transfer till IFK Haninge. I augusti 2022 skrev han på ett kontrakt över resten av säsongen med division 2-klubben Syrianska FC.
Inför säsongen 2023 gick Igboananike till Rågsveds IF. I juli 2023 gick han till division 3-klubben Eskilstuna FC.

## Meriter
- Skyttekung i Division 1 Norra säsongen 2008 (med 18 mål)
- Skyttekung i Djurgårdens IF säsongen 2010 (med 9 mål)
- Skyttekung i AIK Fotboll säsongen 2013 (med 14 mål)

## Seriematcher och mål
- 2013 (1): 29/14
- 2012 (1): 5 / 0
- 2011 (1): 28 / 6
- 2010 (1): 27 / 9
- 2009 (2): 26 / 12
- 2008 (3): 25 / 18
- 2007 (1): 2 / 0

Förklaringar: (1) = Allsvenskan, (2) = Superettan, (3) = Division 1 Norra.